# Тосіма (острів)
Тосіма ( яп. 利島) - вулканічний острів в архіпелазі Ідзу, що відноситься до префектури Токіо. Острів розташований за 130 км на південь від Токіо та є частиною  національного парку Фудзі-Хаконе-Ідзу . Село Тосіма виступає місцевим самоврядуванням острова. Станом на 2007 рік на острові проживає 304 особи.

## Географія
Площа Тосіми 4,12 км², він є одним із найдрібніших островів архіпелагу Ідзу. Найвища точка – гора Міяцука висотою 508 метрів. 80% території вкрита лісами камелії (Camellia). Під час цвітіння цієї рослини, з листопада по березень, острів набуває червоного забарвлення.
Тосіма знаходиться між островами Ідзуосіма і Ніїзіма .

## Економіка
Основною галуззю господарства на острові є рибальство. Також існує декілька невеликих фермерських господарств та туристичних центрів.
Пороми на короткий час зупиняються на острові. За хорошої погоди до Тосіми можна дістатися вертольотом.